# Il 3 maggio 1808
La fucilazione del 3 maggio 1808 è un dipinto a olio su tela (266x347 cm) di Francisco Goya, realizzato nel 1814 e conservato nel Museo del Prado di Madrid.
Il dipinto rappresenta la resistenza delle truppe madrilene all'armata francese durante l'occupazione del 1808 della guerra d'indipendenza spagnola. Goya realizzò questo e un altro dipinto (Il 2 maggio 1808) su commissione simile al 3 maggio 1808.

## Contesto storico

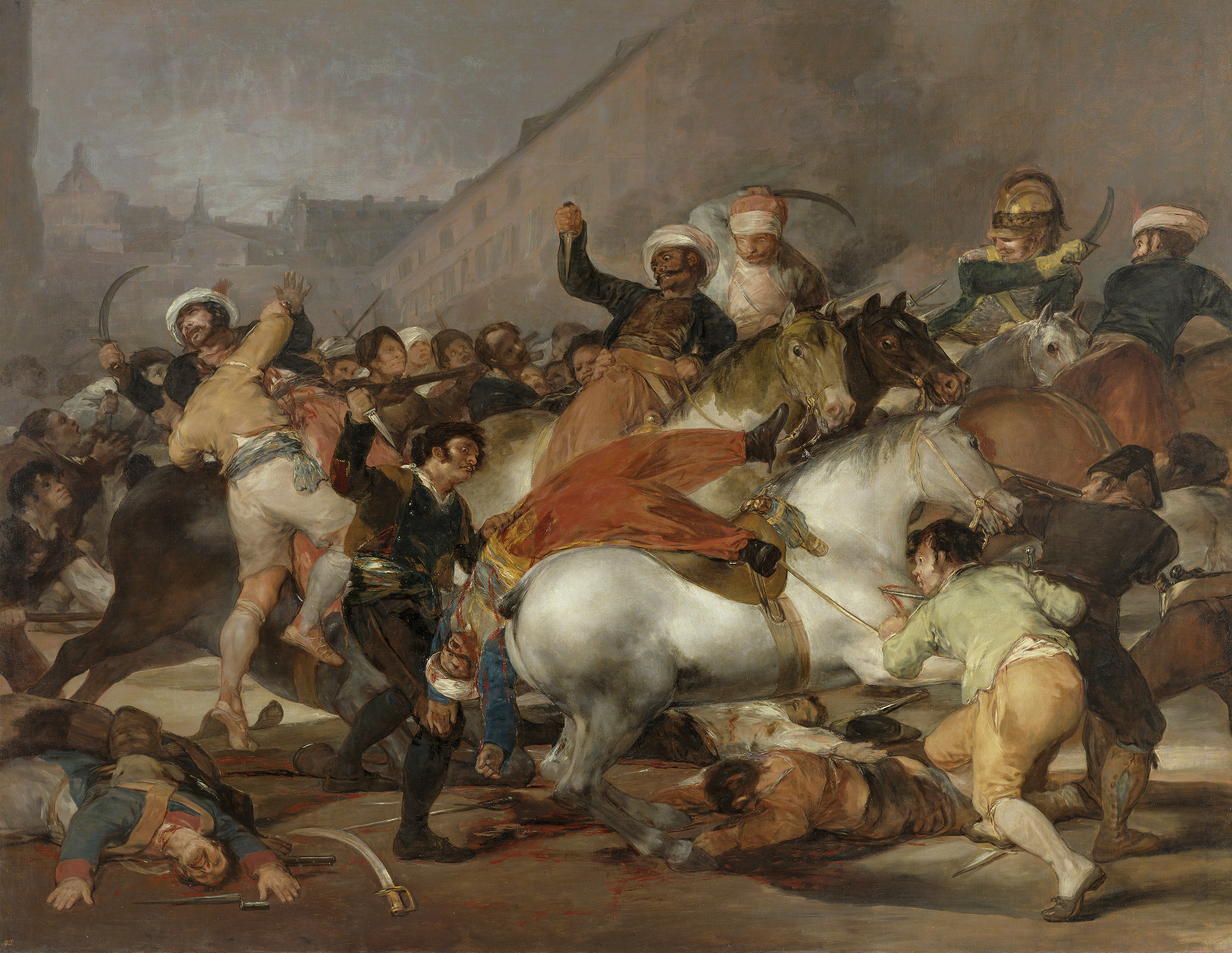
Il 2 maggio 1808 fu completato nel 1814, due mesi prima del fratello 3 maggio

Napoleone si autoproclamò Primo Console della Repubblica francese il 18 febbraio 1799 e nel 1804 s'incoronò imperatore dei francesi. Poiché la Spagna controllava lo stretto di Gibilterra, all'epoca unico accesso al Mediterraneo, il paese rivestiva notevole importanza politico-strategica per l'Impero francese. All'epoca ne era re Carlo IV, sovrano generalmente considerato inetto; addirittura la sua stessa corte lo descriveva come «un re idiota, che sacrifica al piacere della caccia la cura dello Stato». 
Approfittando della debole statura del sovrano spagnolo, Napoleone propose alla Spagna la conquista congiunta del Regno del Portogallo, che sarebbe stato poi diviso in tre parti: una a dominio francese, una a dominio spagnolo e la terza costituita in possesso per il primo ministro spagnolo Manuel Godoy, cui sarebbe spettato il titolo di principe di Algarve. Godoy, allettato da simili progetti, accettò a nome del re il piano francese, ma non fu in grado di intuire le reali intenzioni di Napoleone e non si rese conto che il suo presunto alleato, il principe e coreggente Ferdinando VII di Spagna, intendeva sfruttare l'ingresso delle truppe francesi in Spagna quale stratagemma per conquistare il trono e il parlamento; Ferdinando aveva anzi pianificato l'omicidio del primo ministro e della coppia reale subito prima della sua ascesa al potere.
Spacciando la manovra come l'invio di rinforzi all'esercito spagnolo, 23.000 soldati francesi entrarono incontrastati nella penisola iberica nel novembre 1807. Nel febbraio 1808 gli obiettivi dell'imperatore divennero chiari, ma le sue forze incontrarono comunque una resistenza scarsa eccettuati alcuni rari attacchi, avvenuti ad esempio a Saragozza. Nel frattempo il maresciallo dell'Impero Gioacchino Murat, tra i più fedeli a Napoleone, stava riflettendo che un Paese come la Spagna avrebbe solo guadagnato dalla cacciata della dinastia Borbone (incompetente e reazionaria) e dalla nomina a re del fratello di Napoleone, Giuseppe Bonaparte. L'imperatore perciò persuase il sedicente re Ferdinando VII, che aveva appena spodestato il padre, a riconsegnare la podestà del paese a Carlo IV, il quale fu costretto, il 19 marzo, ad abdicare formalmente in favore di Giuseppe Bonaparte.

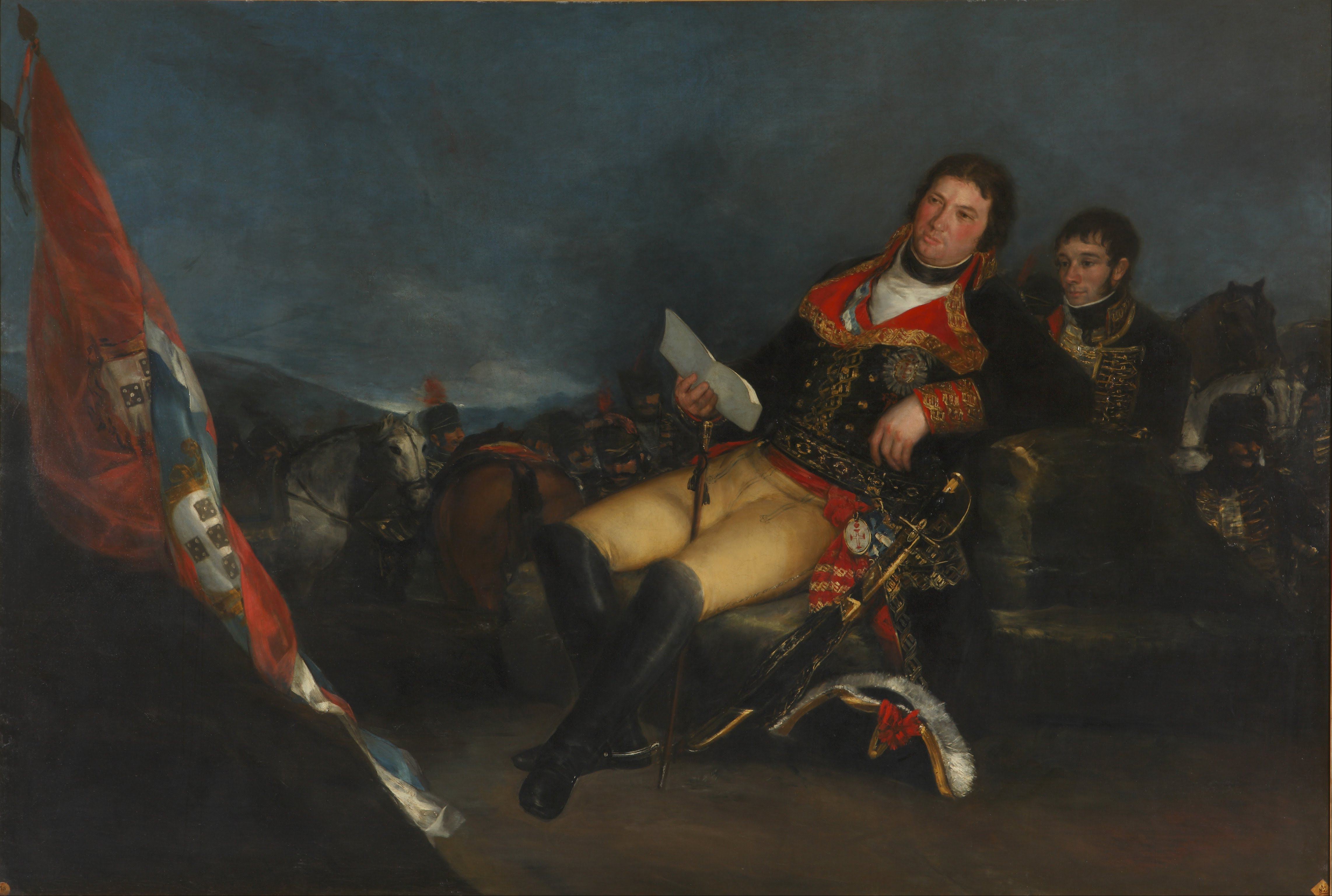
Ritratto di Manuel Godoy, Goya, 1801. Godoy fu primo ministro di Spagna durante la campagna di Napoleone nella penisola iberica.

La storia spagnola non era nuova a monarchi stranieri e in passato la popolazione li aveva accettati, ma l'insediamento del nuovo sovrano fu immediatamente oggetto di profonda irritazione. Il 2 maggio, sull'onda della notizia del pianificato trasferimento in Francia degli ultimi rappresentanti dei Borbone, il popolo di Madrid diede inizio a una grande sollevazione rimasta nota come rivolta del due di maggio. Quello stesso giorno il maresciallo Murat fece distribuire un proclama ai propri uomini: «Il popolo di Madrid, traviato, si è dato alla rivolta e all'omicidio. Il sangue francese è stato versato. Domanda vendetta. Tutti coloro che saranno arrestati armi in pugno dovranno essere passati per le armi».
Il pittore spagnolo Francisco Goya commemorò la ribellione con una coppia di dipinti: il primo quadro s'intitola Il 2 maggio 1808 e raffigura la carica della cavalleria francese contro i rivoltosi a piazza Puerta de Sol nella capitale, luogo che effettivamente fu teatro di scontri sanguinosi; la seconda opera, molto più conosciuta, è 3 maggio 1808, che meglio illustra la rappresaglia francese. Poco prima dell'alba del 3 maggio, infatti, le truppe napoleoniche radunarono centinaia di spagnoli in varie località appena fuori Madrid e li fucilarono tutti quanti. Ciononostante, l'opposizione armata dei civili continuò a manifestarsi nei cinque anni successivi della cosiddetta guerra d'indipendenza spagnola (Peninsular War nelle fonti anglosassoni), la prima che poté definirsi guerriglia. Le milizie irregolari spagnole furono di prezioso aiuto per la composita armata anglo-ispano-portoghese condotta dal tenente generale Arthur Wellesley, I duca di Wellington, che giunse in Portogallo nell'agosto 1808. Al momento della concezione artistica del quadro, l'immaginario popolare aveva fatto dei ribelli madrileni un simbolo di eroismo e patriottismo.

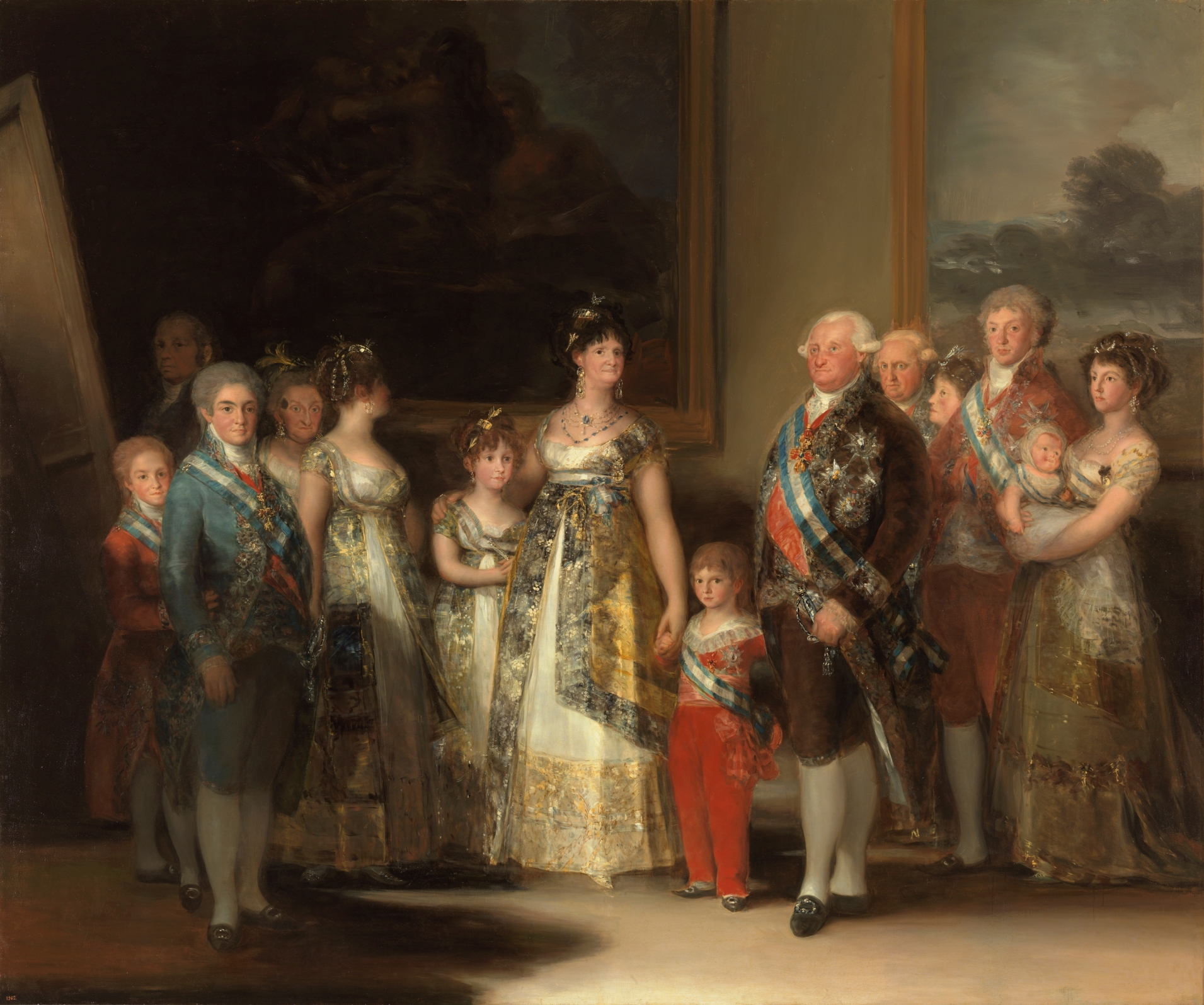
La famiglia di Carlo IV, 1800-1801. Nonostante Goya dipinse numerosi quadri per la casa regnante dei Borbone, questi non considerarono il 3 maggio 1808 un «soggetto adatto» per la collezione reale.

### Storia del dipinto
Nonostante l'elevata valenza simbolica del dipinto, esso non venne citato in nessuno dei testi coevi alla sua realizzazione, tanto che non è pervenuta alcuna informazione sul luogo dove fu mostrato per la prima volta al pubblico. Tale mancanza d'interesse è attribuibile ai gusti di Ferdinando VII, che preferiva l'allora predominante stile neoclassico, e all'infelice tema scelto da Goya, quello delle rivolte popolari, poco amato dai Borbone. Basti pensare che nel 1814 venne interrotta la costruzione di un monumento ai caduti della rivolta «da Ferdinando VII, nei cui occhi i senatori e gli eroi della guerra d'indipendenza trovarono poca benevolenza, a causa delle loro tendenze riformatrici».
Probabilmente il dipinto venne lasciato nei depositi dai trenta ai quarant'anni prima di essere esposto al Prado. Théophile Gautier, non vedendo il dipinto durante la sua visita al museo nel 1845, disse di aver preso visione a un «massacro» nei confronti di Goya, e un anonimo visitatore nel 1858 notò la stessa cosa; ambo le citazioni si riferiscono agli eventi del 2 di maggio, anche se il titolo Dos de Mayo nell'immaginario spagnolo acclude l'intero episodio.
Nel 1867 il biografo di Goya Charles Emile Yriarte considerò il 3 maggio 1808 abbastanza importante per essere esibito al grande pubblico, ma ciò accadde solo nel 1872; fu proprio in quell'anno che il dipinto venne enumerato per la prima volta nell'inventario del Prado, sotto il nome Scena del 3 di maggio 1808. Entrambi i quadri dipinti da Goya (2 e 3 maggio) rimasero danneggiati in un incidente stradale durante il trasporto da Valencia: i danni conseguiti, soprattutto la perdita di colore sul lato sinistro del 2 maggio, non sono stati recuperati.
Nel 2009, il Prado inserì il 3 maggio 1808 nella lista dei 14 quadri più importanti del museo.

## Descrizione
(Francisco Goya)

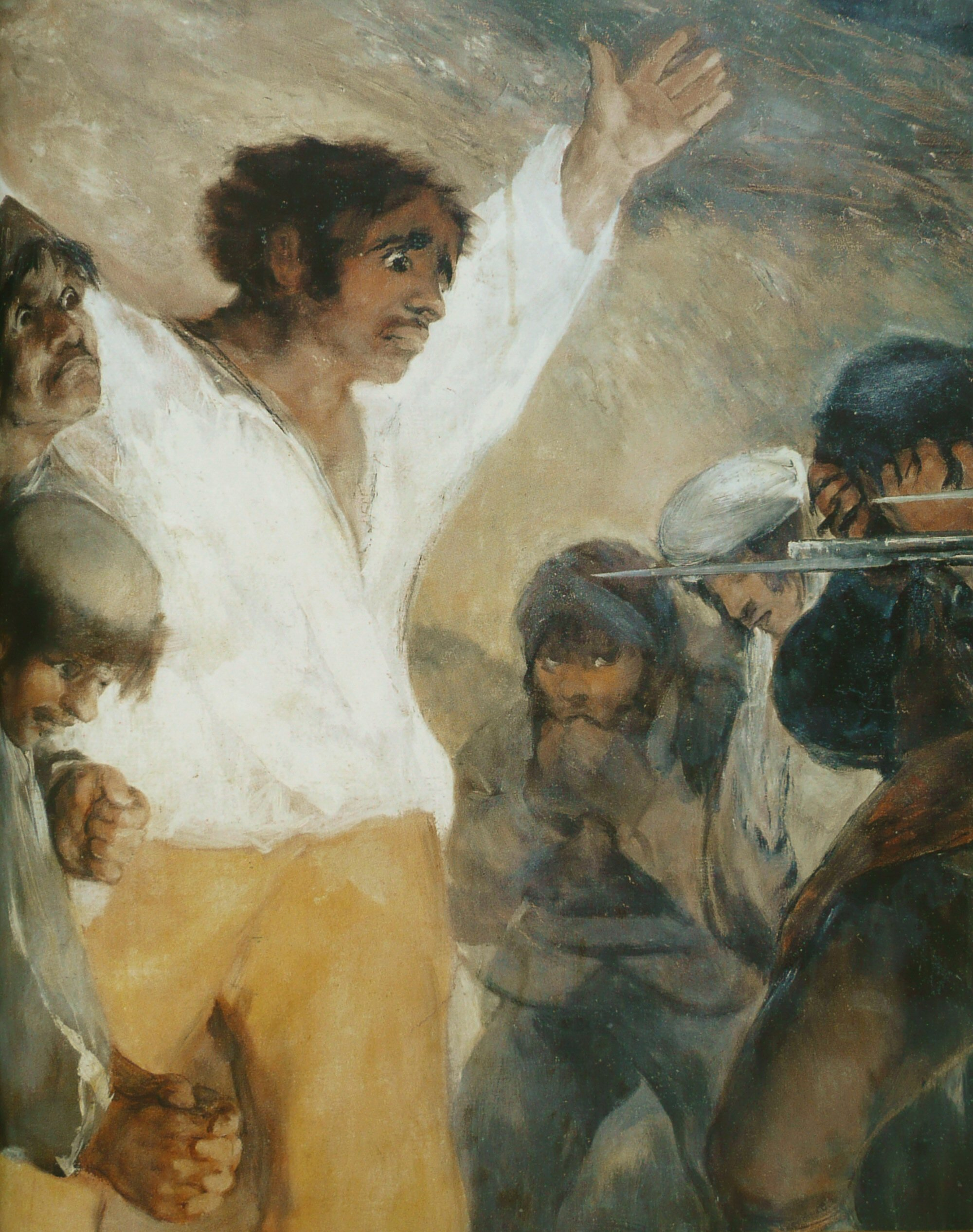
Dettaglio dell'uomo con la camicia bianca

Il 3 maggio 1808 rappresenta il momento immediatamente successivo alla rivolta e si focalizza su due gruppi di uomini: il plotone d'esecuzione, sulla destra, i condannati sulla sinistra. I carnefici e le vittime si fronteggiano bruscamente in uno spazio ristrettissimo, tanto che, come osservato da Kenneth Clark, «con un colpo di genio [Goya] ha creato un efficace contrasto fra il feroce ripetersi degli atteggiamenti dei soldati e la linea d'acciaio dei loro fucili, e l'irregolarità dei loro obiettivi». Una grande lanterna ai piedi dei soldati getta luce sulla scena, sottolineandone la drammaticità: viene illuminato soprattutto il gruppo di vittime, fra cui figura anche un monaco tonsurato in preghiera (a enfatizzare il fallimento della Chiesa). Il protagonista della scena, tuttavia, è la vittima centrale, bianca, che leva le braccia al cielo in attesa del colpo mortale. Sembra agonizzare ancor prima di essere raggiunta dalla pallottola; il suo volto, dai tipici tratti ispanici, è privo di bellezza ma rivela un sentimento sospeso tra coraggio, rabbia, terrore e incredulità. Il suo vestiario bianco e giallo, oltre a richiamare i colori della lanterna, suggerisce inoltre che si tratta di un semplice bracciante.
Ecco invece i tumultuosi comportamenti degli altri condannati, che simboleggiano i sentimenti del popolo:
1. Un uomo inveisce con il pugno e rappresenta la rabbia del popolo;
2. Un altro uomo s'inchina verso terra, con gesto di sconforto, e rappresenta coloro che si sono arresi;
3. Un altro ancora si copre il volto con le mani, in riferimento alla vergogna;
4. Un quarto guarda con orgoglioso disprezzo i carnefici in uniforme, l'odio.

Sulla destra è presente invece il plotone d'esecuzione, di spalle allo spettatore: nascosti nell'ombra, i persecutori reggono tutti una baionetta e vestono colbacchi neri e pesanti pastrani. Nel raffigurare i soldati di spalla, nascondendone pertanto i volti, Goya dà vita a una vera e propria «macchina di distruzione», rigida, violenta e disumana, che sembra quasi esser composta da anonimi automi programmati per uccidere. Senza interferire con l'intensità dell'evento, inoltre, sullo sfondo si profilano un colle arido ed il paesaggio urbano di Madrid: fra questi è presente una folla inferocita con torce, forse costituita da spettatori, forse composta da altri carnefici o condannati. La prospettiva lineare non è presente, essendo la scena ambientata all'aperto. La profondità è resa dalla differente luminosità dei vari piani e dalla disposizione dei soldati.
È possibile che il 3 maggio 1808 facesse parte di una serie composta da altri tre quadri, tutti incentrati sulla rivolta del due di maggio. Mentre il secondo dipinto, Il 2 maggio 1808, è tuttora conservato al Museo del Prado, gli altri due sono scomparsi in circostanze misteriose, che potrebbero indicare il malcontento scaturito dal raffigurare l'insurrezione.

## I disastri della guerra
Goya fino al 1820 risultò impegnato nella realizzazione di una serie di incisioni, I disastri della guerra (Los desastres de la guerra), una vera e propria presa d'atto di tutto il suo dolore per l'invasione della Spagna da parte delle truppe napoleoniche. L'album di bozze (che Goya diede ad un amico), oggi custodite al British Museum, fornisce varie indicazioni sull'ordine sia delle incisioni sia degli schizzi preparatori del 3 maggio 1808.
No se puede mirar [Non si può guardare] è chiaramente correlato al dipinto sia dal punto di vista tematico sia compositivo. Viene rappresentata la fucilazione di un gruppo di patrioti, donne, uomini e bambini: la figura centrale femminile stavolta ha sì le sue braccia stese, ma verso il basso. L'azione, pure illuminata da una luce espressiva, avviene in una grotta, senza che si possano vedere i carnefici: sono visibili solo le punte delle baionette.
Anche l'acquaforte Y no hay remedio [E non c'è rimedio] presenta numerose somiglianze. Viene qui trasmessa la simultaneità della morte, attraverso l'esecuzione di un patriota spagnolo. Stavolta, però, il plotone è situato nello sfondo: Goya qui infatti preferisce una vista frontale invece che posteriore.

## Stile

La Libertà che guida il popolo di Eugène Delacroix, 1830. Si tratta di un esempio di arte rivoluzionaria, anche se qui è evidente la bellezza idealizzata (tanto cara ai pittori romantici) da cui Goya prese le distanze

I critici si divisero in due: chi espresse il proprio scontento per la tecnica scadente, e chi, come Richard Schickel, rimase affascinato dall'impatto notevole del quadro.
Sebbene Goya si fosse ispirato a precedenti opere d'arte per la composizione del 3 maggio, in quest'ultimo si ha una notevole presa di distanze dal neoclassicismo, le cui convenzioni di bellezza idealizzata vennero ribaltate dal crudo realismo. Gli artifici pittorici, quindi, vengono messi da parte a favore della brutalità, senza fronzoli eccessivi. Anche gli altri pittori romantici, sebbene attratti dai temi dell'ingiustizia, della guerra e della morte, prestavano molta più attenzione al precetto di idealizzazione della bellezza: questo è evidente soprattutto ne La zattera della Medusa di Théodore Géricault e ne La Libertà che guida il popolo di Eugène Delacroix.
Il dipinto è legato tematicamente alla tradizione cristiana del martirio (come esemplificato nell'uso drammatico del chiaroscuro): si tratta anche di un appello alla vita, giustapposta dall'inevitabilità dell'esecuzione imminente. L'opera di Goya si discosta tuttavia da questa tradizione: qui infatti è assente quella tipica composizione tanto armoniosa quanto innaturale (presente, invece, in altre opere incentrate sulla violenza, come quelle di Jusepe de Ribera) che anticipa la «corona del martirio» per la vittima.

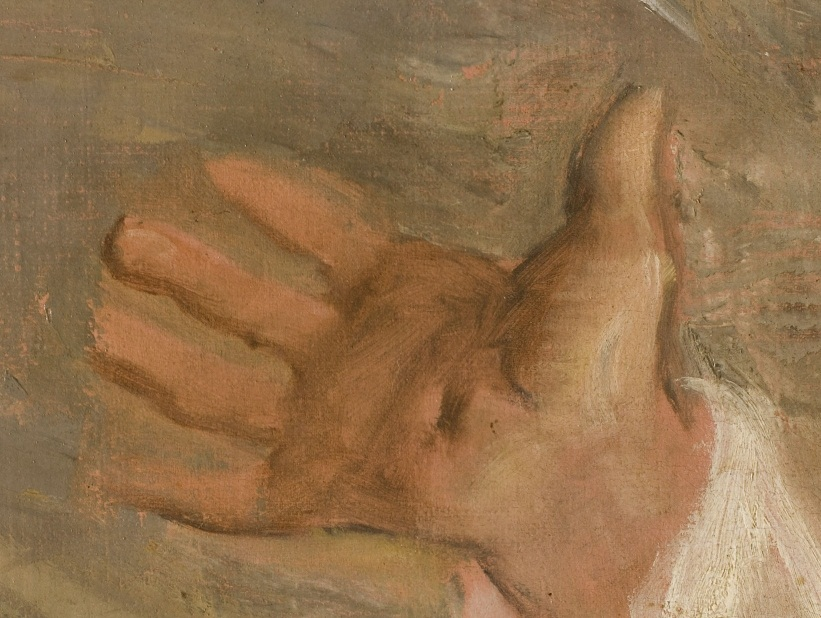
Dettaglio della mano destra, dove si scorge una stigmata, ovvero la piaga di Gesù Cristo provocata dai chiodi della crocifissione

Nel 3 maggio, la vittima centrale con le braccia alzate è stata spesso paragonata a un Cristo crocifisso: una posa simile è riscontrabile nelle raffigurazioni dell'agonia del Messia al Getsemani. Nella mano destra della figura, tra l'altro, è presente un segno simile alla stigmata; la lanterna centrale, invece, richiama quella usata dalle truppe romane che arrestarono Cristo nel giardino. Tra l'altro, l'uomo al centro indossa abiti gialli e bianchi, colori presenti anche nell'araldica pontificia. Goya, tuttavia, è ben distante dall'inserire la trascendenza nella propria opera, dove non ha senso pensare che il sacrificio della vita porterà alla salvezza.
La lanterna come sorgente di luce era un tòpos ben radicato nell'arte barocca: in genere, quest'ultima - insieme al chiaroscuro - costituiva una metafora della presenza di Dio. L'illuminazione quindi presentava forti connotazioni religiose; ma nel 3 maggio la lanterna non simboleggia alcun miracolo. Piuttosto, genera luce per far sì che il plotone d'esecuzione possa completare il massacro e che lo spettatore possa essere testimone di questa violenza sfrenata. Avviene pertanto un rovesciamento del forte simbolismo assunto dalla luce sino ad allora.

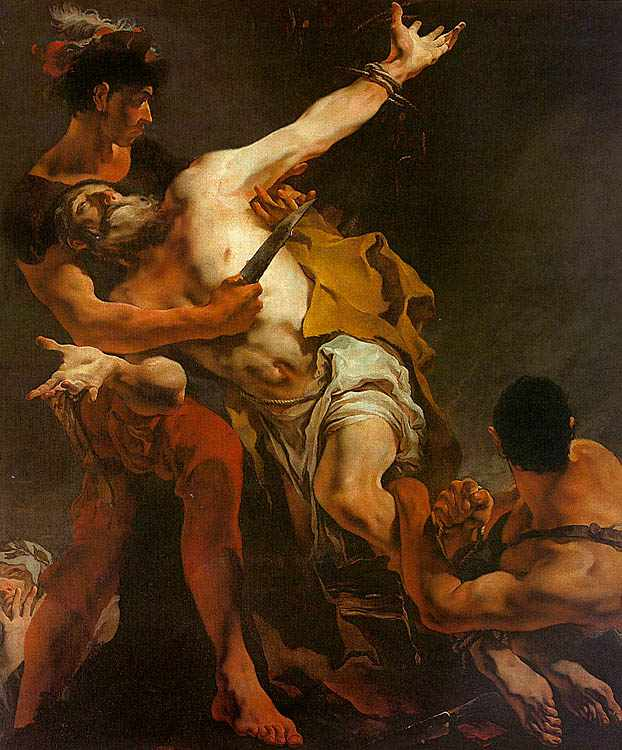
Il martirio di san Bartolomeo di Giambattista Tiepolo, 1722. Questo quadro è un ottimo esempio della concezione romantica del martirio, con la vittima intenta a invocare Dio.

La vittima, così come presentata da Goya, è tanto anonima quanto i suoi assassini. La sua preghiera non è rivolta a Dio, così come suggerivano i canoni della pittura tradizionale, ma a un plotone di esecuzione incurante e impersonale: non è infatti un eroe, ma solo una parte di un continuum di vittime. Ai suoi piedi giace un corpo caduto, con la testa ridotta ad una poltiglia sanguinosa; dietro quest'ultimo, una serie di uomini che condividerà il suo fato. Secondo il biografo Fred Licht, qui per la prima volta l'eroismo insito nel martirio viene sostituito dall'irrilevanza e dalla futilità, dall'anonimato come segno distintivo della condizione moderna, e dalla vittimizzazione dell'omicidio di massa.
Il modo con cui il dipinto mostra lo scorrere del tempo è senza precedenti nell'arte occidentale. La morte di una vittima innocente fino ad allora era stata presentata come un episodio conclusivo, intriso di eroismo e coraggio: nel 3 maggio, invece, non c'è questo messaggio catartico. Al contrario, c'è una processione continua dei condannati in una formalizzazione meccanica di omicidio: il risultato, inevitabile, è ben visibile nel cadavere dell'uomo. Non vi è spazio per il sublime; la sua testa e il suo corpo vengono sfigurati a tal punto da rendere impossibile qualsiasi tipo di risurrezione. La vittima viene quindi di fatto privata di ogni grazia spirituale o estetica.
Non vi è, infine, alcun tentativo da parte dell'artista di mitigare la brutalità presente nell'opera attraverso l'abilità tecnica. Il metodo e il tema, qui, costituiscono due universi paralleli. Le pennellate sono tutt'altre che piacevoli; il dipinto inoltre è dominato da una tonalità scura e tetra, affidata all'uso di colori fangosi, interrotto solo dai toni bianchi adoperati per i fasci luminosi. Non a caso, qui pochi ammirerebbero la resa tecnica del dipinto, tanto sono intensi il messaggio e la mancanza di teatralità.

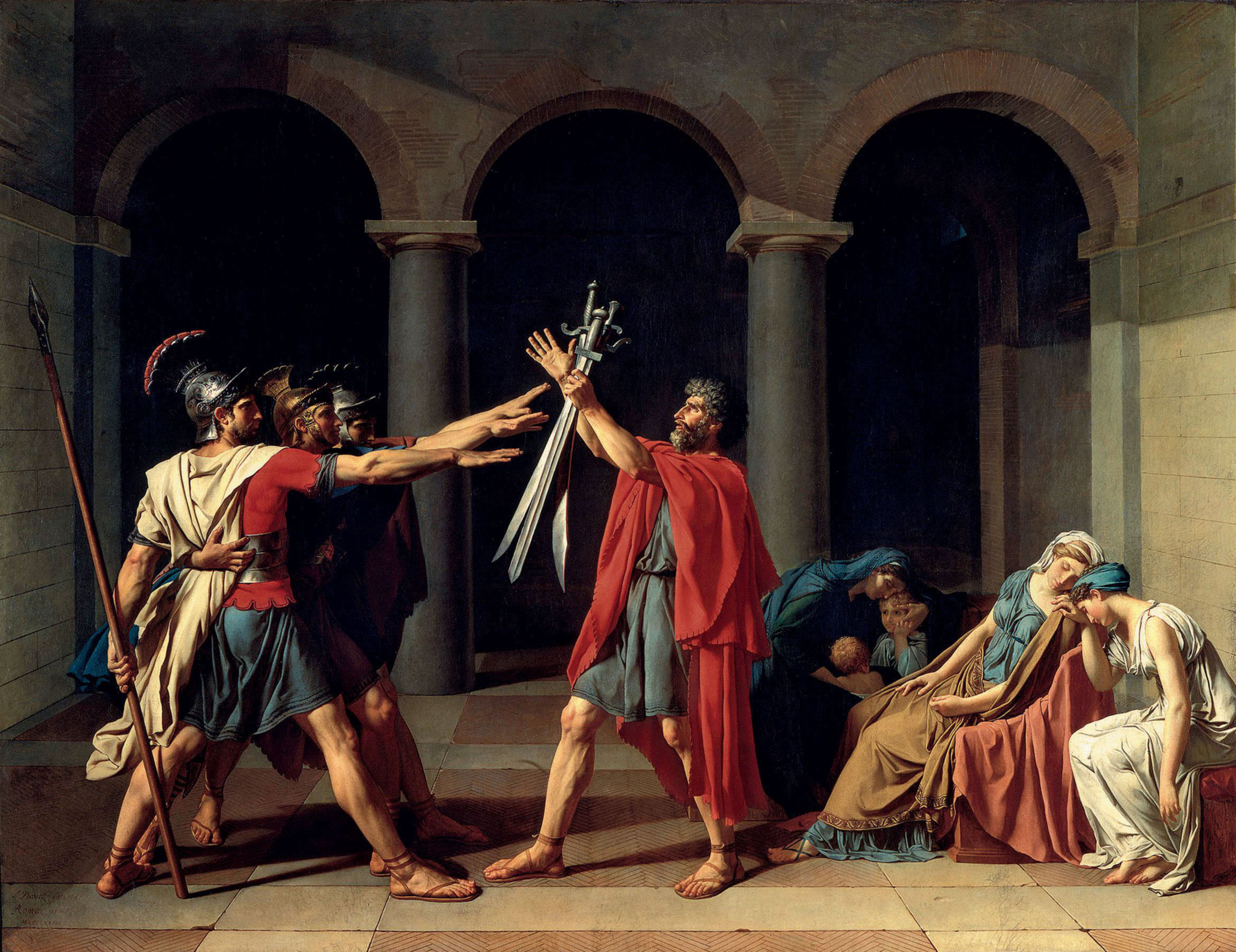
Goya ha mutuato l'approccio verso i soldati spagnoli da Il giuramento degli Orazi di Jacques-Louis David.

## Influenze
Dal punto di vista stilistico, il 3 maggio 1808 fonde svariate influenze, assorbite da Goya da varie stampe e volantini. Il tema della fucilazione era molto radicato nell'immaginario collettivo durante la guerra d'indipendenza spagnola e l'esecuzione di Goya sottolinea la sua intenzione di realizzare un quadro eroico con un forte impatto sul pubblico. Tra i punti di riferimento più evidenti appare l'Assassinio di Cinque Monaci di Valencia di Miguel Gamborino: varie sono le somiglianze presenti, fra cui la presenza del monaco in preghiera, il corpo del fucilato in primo piano e la figura centrale con le braccia a mo' di crocifissione. A differenza di Gamborino, tuttavia, Goya non inserì angeli nella sua opera.
In questo quadro sono state rinvenute inoltre alcune analogie a Il giuramento degli Orazi di Jacques-Louis David. Sul parallelismo fra i due dipinti due storici dell'arte inglesi, Hugh Honour e John Fleming, affermano: 

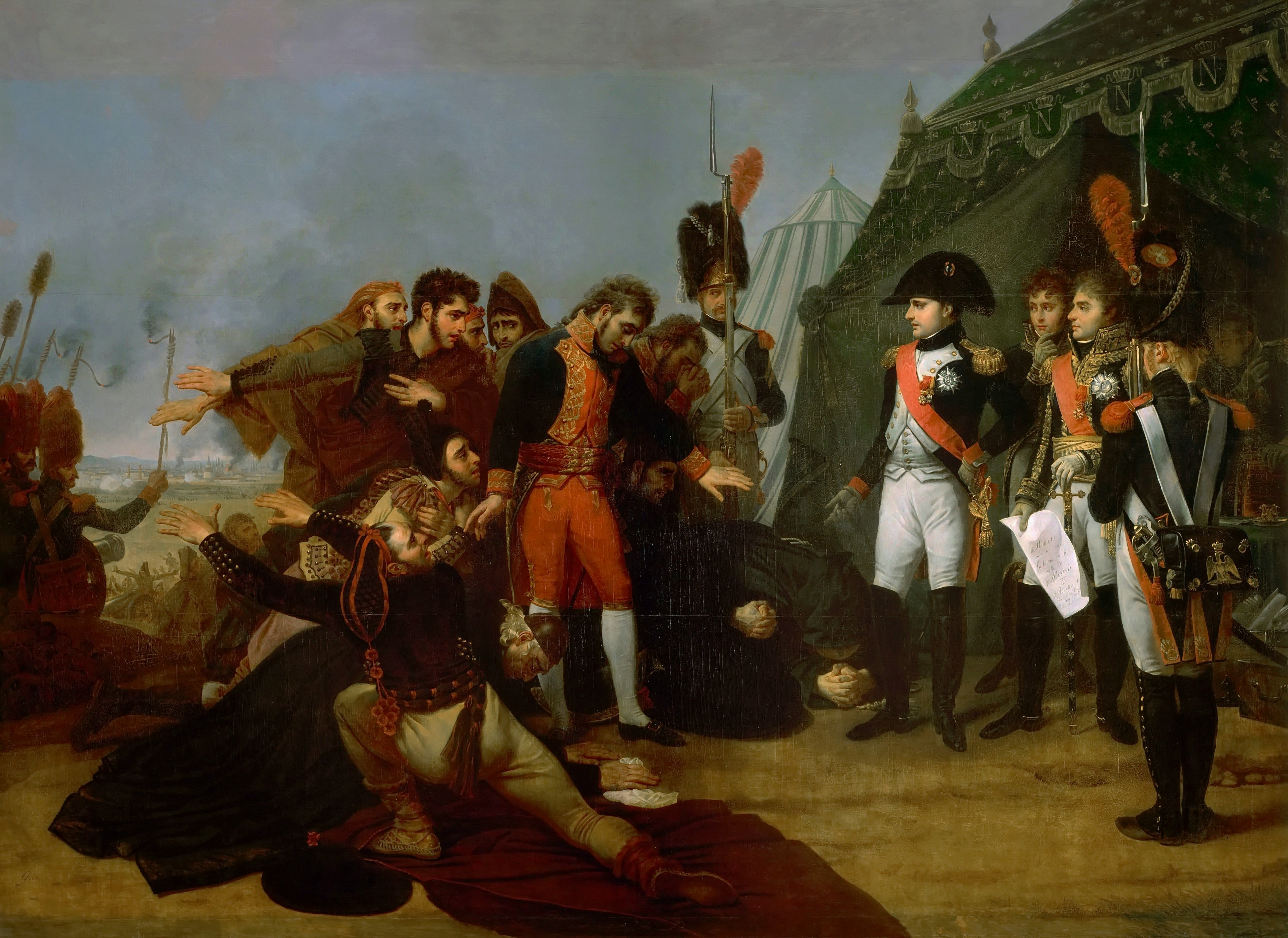
Napoleone accetta la capitolazione di Madrid, Antoine-Jean Gros.

I due autori sottolineano ancora che il dipinto trova il suo autentico e profondo significato:
Il quadro di Goya, inoltre, sembra alludere in particolar modo anche al quadro di Antoine-Jean Gros Capitulation de Madrid.

## Retaggio

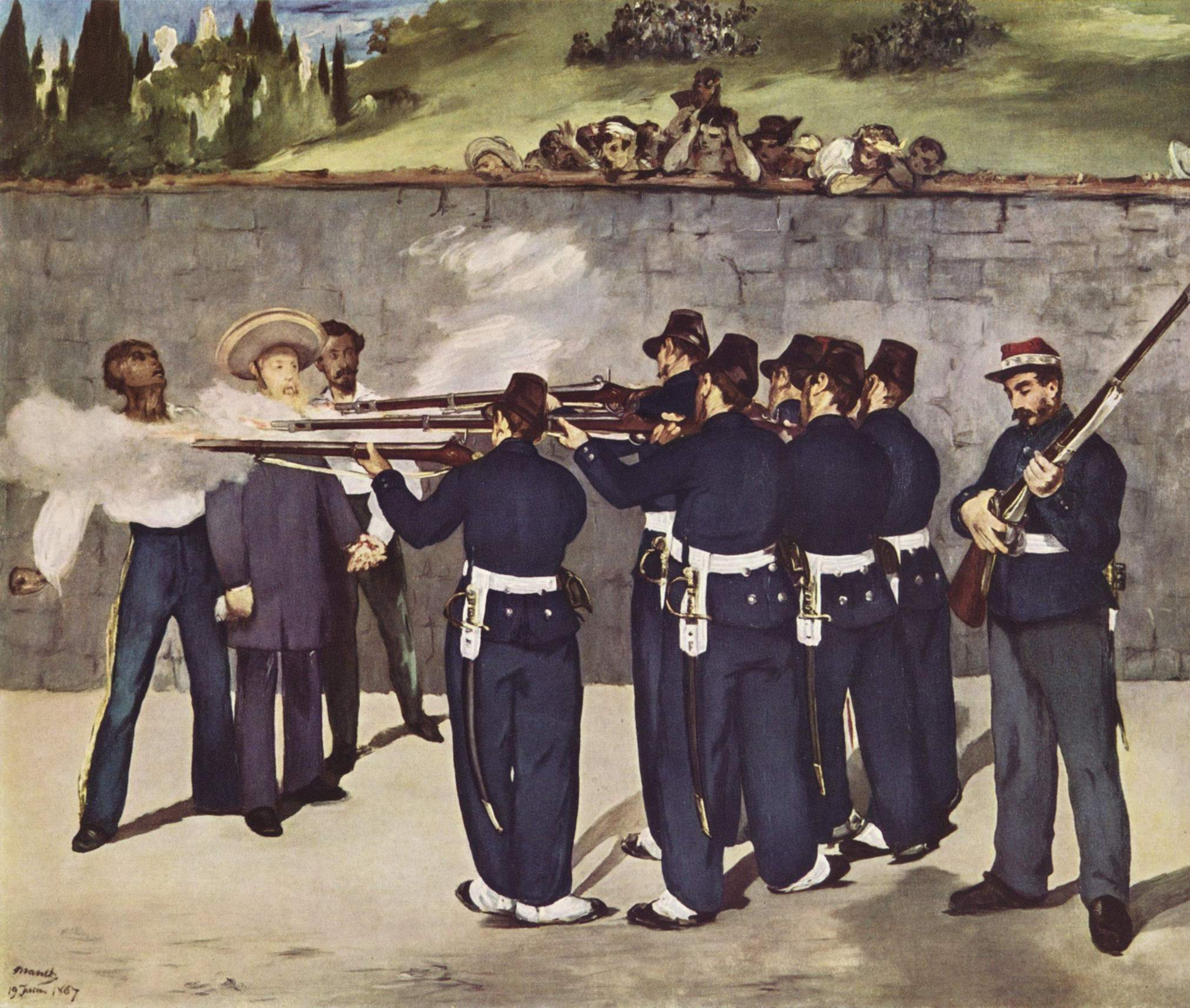
L'esecuzione dell'imperatore Massimiliano, olio su tela di Manet (1868–1869).

La drammatica composizione di Goya influenzò numerosi pittori. Stimolò Édouard Manet nel suo dipinto L'esecuzione dell'imperatore Massimiliano, che riprende i temi del 3 maggio. Ecco come Arthur Danto paragona i lavori dei due pittori:
Anche Pablo Picasso trasse ispirazione dal 3 maggio per numerose opere, da Guernica (realizzato per denunciare il bombardamento della città omonima da parte dei nazisti) a Massacro in Corea, realizzato nel 1951 durante la guerra di Corea.
Lo scrittore inglese Aldous Huxley scrisse nel 1957 che Goya non aveva l'abilità di Rubens di riempire la tela con una composizione ordinata, ma considerò il 3 maggio un successo poiché qui Goya «sta parlando la sua lingua nativa, ed è quindi capace di esprimere quel che vuole dire con massima forza e chiarezza».
Kenneth Clark diede risalto alla particolare intensità dell'opera: